# John Campbell (2e duc d'Argyll)
Pour les articles homonymes, voir John Campbell et Campbell.
John Campbell (10 octobre 1678, Petersham – 4 octobre 1743), 2e duc d'Argyll et comte puis 1er duc de Greenwich, est un aristocrate et maréchal britannique d'origine écossaise.

## Biographie
Né à Petersham, dans le Surrey, d'Archibald Campbell, 1er duc d'Argyll et d'Elizabeth Tollemache, fille de Lionel Tollemache, 3e baronnet, il succède à son père comme duc d'Argyll et chef du Clan Campbell en 1703. En 1705, pour son soutien à l'Acte d'Union, il est créé baron de Chatham et comte de Greenwich. 
Il combat pendant la guerre de Succession d'Espagne sous les ordres du général en chef de l'armée britannique, le duc de Marlborough, et participe au siège d'Ostende et aux batailles d'Audenarde et de Malplaquet.
En 1710, il est nommé chevalier de l'ordre de la Jarretière et, en 1711, il est nommé commandant en chef des forces britanniques en Espagne par le ministère Tory de Lord Oxford et de Lord Bolingbroke. À partir de 1713, toutefois, les relations entre Argyll et le Cabinet se détériorent, et il rejoint les rangs de l'opposition Whig en prononçant plusieurs discours contre le Gouvernement à la Chambre des Lords. En juillet 1714, lors de la dernière maladie de la reine Anne, la présence inattendue d'Argyll et du duc de Somerset au conseil Privé empêche Bolingbroke de prendre les pleins pouvoirs à la chute du ministère Harley, et ainsi favorise peut-être l'accession au trône du candidat hanovrien.
Au cours de la Rébellion jacobite, Campbell commanda l'armée gouvernementale contre les Jacobites du comte de Mar. La bataille de Sheriffmuir, au mois de novembre 1715, quoique indécise, peut être considérée comme une victoire stratégique, puisqu'il parvint à barrer le passage à l'ennemi malgré une infériorité en nombre. En reconnaissance de ses services, la Couronne l'éleva au rang de duc de Greenwich en 1719, de Lord Grand Intendant (1721) et de Grand maître de l'artillerie (juin 1725) sous le ministère Walpole–Townshend. Il devient colonel du 2e régiment de dragons de la Reine au mois d’août 1726, Gouverneur de Portsmouth en novembre 1730, et rétabli dans son grade de colonel des Royal Horse Guards au mois d’août 1733.
Promu maréchal de camp (feld maréchal) le 31 janvier 1735, Campbell est démis temporairement de sa charge de Grand maître de l'artillerie et de colonel des Royal Horse Guards en 1740 pour s'être élevé contre les positions du gouvernement, puis rétabli dans ses fonctions l'année suivante,. En 1742, un an avant sa mort, il est nommé commandant en chef de l'armée britannique.
Campbell est mort au manoir de Sudbrook Park le 4 octobre 1743 et fut inhumé dans l'Abbaye de Westminster ; Sa stèle funéraire est un petit losange en pierre au nord est du tombeau d'Henri VII. Le sculpteur français Louis-François Roubiliac a réalisé sa statue en pied, inaugurée en 1749 : elle se dresse dans le transept sud.